# Fußballklub 03 Pirmasens 1975-1976
Questa voce raccoglie le informazioni riguardanti il Fußballklub 03 Pirmasens nelle competizioni ufficiali della stagione 1975-1976.

## Stagione
Nella stagione 1975-1976 il Pirmasens, allenato da Bernd Hoss, concluse il campionato di 2. Bundesliga al 14º posto. In Coppa di Germania il Pirmasens fu eliminato agli ottavi di finale dal Bayern Monaco.

## Rosa
| N. |                     | Ruolo | Calciatore            |
| -- | ------------------- | ----- | --------------------- |
|    | Germania (bandiera) | P     | Paul Hornung          |
|    | Germania (bandiera) | P     | Klaus Pudelko         |
|    | Germania (bandiera) | D     | Hans-Jürgen Arnswald  |
|    | Germania (bandiera) | D     | Peter Bernhardt       |
|    | Germania (bandiera) | D     | Volker Faul           |
|    | Germania (bandiera) | D     | Gerd Geiersbach       |
|    | Germania (bandiera) | D     | Guntram Gentes        |
|    | Germania (bandiera) | D     | Karl-Heinz Jörg       |
|    | Germania (bandiera) | D     | Robert Jung           |
|    | Germania (bandiera) | D     | Robert Keller         |
|    | Germania (bandiera) | D     | Hermann Kohlenbrenner |

| N. |                      | Ruolo | Calciatore       |
| -- | -------------------- | ----- | ---------------- |
|    | Germania (bandiera)  | D     | Werner Tretter   |
|    | Danimarca (bandiera) | C     | Torben Nielsen   |
|    | Germania (bandiera)  | C     | Günter Schlick   |
|    | Germania (bandiera)  | A     | Georg Beichle    |
|    | Germania (bandiera)  | A     | Harald Bütow     |
|    | Germania (bandiera)  | A     | Uwe Döring       |
|    | Germania (bandiera)  | A     | Harry Erhart     |
|    | Germania (bandiera)  | A     | Günther Michl    |
|    | Germania (bandiera)  | A     | Josef Müller     |
|    | Germania (bandiera)  | A     | Alfred Seiler    |
|    | Germania (bandiera)  | A     | Dieter Weinkauff |

## Organigramma societario
Area tecnica
- Allenatore: Bernd Hoss
- Allenatore in seconda:
- Preparatore dei portieri:
- Preparatori atletici:

## Calciomercato

### Sessione estiva
| Acquisti | Acquisti | Acquisti | Acquisti |
| R.       | Nome     | da       | Modalità |
| -------- | -------- | -------- | -------- |

| Cessioni | Cessioni       | Cessioni  | Cessioni |
| R.       | Nome           | a         | Modalità |
| -------- | -------------- | --------- | -------- |
| A        | Raimund Krauth | Karlsruhe |          |
| D        | Rudi Seewald   | Villingen |          |

### Sessione invernale
| Acquisti | Acquisti | Acquisti | Acquisti |
| R.       | Nome     | da       | Modalità |
| -------- | -------- | -------- | -------- |

| Cessioni | Cessioni | Cessioni | Cessioni |
| R.       | Nome     | a        | Modalità |
| -------- | -------- | -------- | -------- |

## Risultati

### 2. Bundesliga

#### Girone di andata
| Arbitro: | Berner |

|                                                     |           |                                          |
| Nüssing 8’ Meininger 43’, 62’ Pechtold 58’ Eder 79’ | Marcatori | 10’, 14’ Weinkauff 27’ Seiler 68’ Müller |

| Arbitro: | Schröder |

|  |           |                         |
|  | Marcatori | 49’ Weller 84’ Hadewicz |

| Arbitro: | Hofmeister |

|                                  |           |                   |
| Denz 59’ (rig.) Greth 87’ (rig.) | Marcatori | 58’ (rig.) Seiler |

| Arbitro: | Linn |

|                 |           |  |
| Erhart 52’, 88’ | Marcatori |  |

| Arbitro: | Huster |

|                       |           |            |
| Erhart 33’ Gentes 73’ | Marcatori | 45’ Mathes |

| Arbitro: | Walther |

|               |           |           |
| Czyzewski 46’ | Marcatori | 2’ Seiler |

| Arbitro: | Biwersi |

|                                                         |           |            |
| Beichle 13’ Tretter 37’ Weinkauff 46’ Seiler 61’ (rig.) | Marcatori | 56’ Keller |

| Arbitro: | Messmer |

|                      |           |                      |
| Vöhringer 83’ (rig.) | Marcatori | 49’ Seiler 59’ Michl |

| Arbitro: | Antz |

|                             |           |                               |
| Beichle 11’ Seiler 20’, 62’ | Marcatori | 32’ Hupp 51’, 53’ Hohenwarter |

| Arbitro: | Stegner |

|                                 |           |  |
| Sommerer 10’, 38’ Ockenfels 78’ | Marcatori |  |

| Arbitro: | Wilhelmi |

|             |           |  |
| Beichle 78’ | Marcatori |  |

| Arbitro: | Nützel |

|                                   |           |             |
| Holoch 57’ Renner 65’ Schroff 85’ | Marcatori | 11’ Beichle |

| Arbitro: | Scheffner |

|                                                          |           |                            |
| Beichle 11’, 38’, 81’ Michl 36’ Weinkauff 78’ Seiler 79’ | Marcatori | 44’ Werthmüller 48’ Warken |

| Arbitro: | Huster |

|                          |           |                          |
| Lenz 44’ Oberle 75’, 84’ | Marcatori | 65’ Weinkauff 82’ Gentes |

| Arbitro: | Kalenborn |

|            |           |                           |
| Erhart 66’ | Marcatori | 68’ Schneider 77’ Mießmer |

| Arbitro: | Langhans |

|                            |           |             |
| Bechtold 63’ Schleiter 79’ | Marcatori | 76’ Nielsen |

| Arbitro: | Engel |

|                                                    |           |                                    |
| Kohlenbrenner 15’ Erhart 29’, 43’, 46’ Nielsen 89’ | Marcatori | 32’, 39’, 55’ Emmerich 68’ Seubert |

| Arbitro: | Fleischer |

|                            |           |                                 |
| Düren 55’, 75’ Eippert 65’ | Marcatori | 21’, 30’ Erhart 37’, 42’ Seiler |

| Arbitro: | Leist |

|                                                                |           |  |
| Seiler 25’, 82’ (rig.) Erhart 46’ Nielsen 48’ Beichle 58’, 65’ | Marcatori |  |

#### Girone di ritorno
| Arbitro: | Schumann |

|  |           |                                             |
|  | Marcatori | 38’ Nüssing 47’ Walitza 87’ (rig.) Petrovic |

| Arbitro: | Frickel |

|                                                     |           |                                             |
| Martin 20’ Weller 26’, 40’ (rig.), 88’ Schmider 53’ | Marcatori | 16’ Erhart 18’ (rig.) Beichle 44’ Weinkauff |

| Arbitro: | Linn |

|  |           |                |
|  | Marcatori | 9’, 25’ Magath |

| Arbitro: | Clajus |

|             |           |            |
| Feulner 67’ | Marcatori | 22’ Erhart |

| Ratisbona 25 febbraio 1976 24ª giornata | Jahn Ratisbona | 0 – 0 referto | Pirmasens | Jahnstadion (5 500 spett.)\| Arbitro: \| Greiner \| |
| Arbitro:                                | Greiner        |               |           |                                                     |

| Arbitro: | Antz |

|            |           |  |
| Erhart 21’ | Marcatori |  |

| Arbitro: | Eichhorn |

|                                       |           |  |
| Schuberth 9’ Nielsen 59’ Herberth 90’ | Marcatori |  |

| Pirmasens 20 marzo 1976 27ª giornata | Pirmasens | 0 – 0 referto | Augusta | Sportpark Husterhöhe (2 000 spett.)\| Arbitro: \| Walesch \| |
| Arbitro:                             | Walesch   |               |         |                                                              |

| Arbitro: | Biwersi |

|           |           |  |
| Klier 84’ | Marcatori |  |

| Arbitro: | Dellwing |

|  |           |                      |
|  | Marcatori | 6’ Sommerer 55’ Horn |

| Arbitro: | Messmer |

|                                          |           |            |
| Jensen 32’ Schäfer 44’ Heinlein 63’, 68’ | Marcatori | 40’ Erhart |

| Arbitro: | Engel |

|               |           |  |
| Weinkauff 66’ | Marcatori |  |

| Arbitro: | Nützel |

|                                   |           |            |
| Werthmüller 11’ Martin 28’ (rig.) | Marcatori | 8’ Tretter |

| Arbitro: | Linn |

|                            |           |                             |
| Seiler 9’, 14’ (rig.), 88’ | Marcatori | 45’ Buchberger 63’ Detterer |

| Arbitro: | Dölfel |

|                                                   |           |            |
| Adler 15’, 54’ Sebert 16’, 30’ (rig.) Bartels 75’ | Marcatori | 80’ Seiler |

| Arbitro: | Luca |

|                |           |           |
| Geiersbach 20’ | Marcatori | 72’ Lange |

| Arbitro: | Joos |

|                     |           |                        |
| Nöth 1’ Emmerich 9’ | Marcatori | 62’ Müller 71’ Beichle |

| Arbitro: | Linn |

|                        |           |           |
| Müller 11’ Beichle 44’ | Marcatori | 68’ Düren |

| Arbitro: | Hontheim |

|                                                          |           |                                              |
| Zacher 3’, 59’ (rig.) Wilhelm 9’, 76’ Volp 64’ Alber 83’ | Marcatori | 26’ (rig.) Gentes 79’ Kohlenbrenner 86’ Faul |

### Coppa di Germania
| Arbitro: | Weyland |

|            |           |               |
| Höfert 78’ | Marcatori | 40’ Weinkauff |

| Arbitro: | Scheffner |

|                                                       |           |                           |
| Seiler 30’ Weinkauff 39’, 72’, 85’ (rig.) Beichle 42’ | Marcatori | 28’ Petersen 60’ Schiller |

| Arbitro: | Luca |

|                                                            |           |              |
| Müller 5’ Gentes 8’ Beichle 12’, 37’, 44’, 69’ Nielsen 67’ | Marcatori | 53’ Schwarze |

| Arbitro: | Hontheim |

|  |           |             |
|  | Marcatori | 67’ Beichle |

| Arbitro: | Weyland |

|  |           |                              |
|  | Marcatori | 55’ Müller 70’ Schwarzenbeck |

## Statistiche

### Statistiche di squadra
| Competizione      | Punti | In casa | In casa | In casa | In casa | In casa | In casa | In trasferta | In trasferta | In trasferta | In trasferta | In trasferta | In trasferta | Totale | Totale | Totale | Totale | Totale | Totale | DR  |
| Competizione      | Punti | G       | V       | N       | P       | Gf      | Gs      | G            | V            | N            | P            | Gf           | Gs           | G      | V      | N      | P      | Gf     | Gs     | DR  |
| ----------------- | ----- | ------- | ------- | ------- | ------- | ------- | ------- | ------------ | ------------ | ------------ | ------------ | ------------ | ------------ | ------ | ------ | ------ | ------ | ------ | ------ | --- |
| 2. Bundesliga     | 33    | 19      | 11      | 3       | 5       | 38      | 26      | 19           | 2            | 4            | 13           | 28           | 52           | 38     | 13     | 7      | 18     | 66     | 78     | -12 |
| Coppa di Germania | -     | 3       | 2       | 0       | 1       | 12      | 5       | 2            | 1            | 1            | 0            | 2            | 1            | 5      | 3      | 1      | 1      | 14     | 6      | +8  |
| Totale            | 33    | 22      | 13      | 3       | 6       | 50      | 31      | 21           | 3            | 5            | 13           | 30           | 53           | 43     | 16     | 8      | 19     | 80     | 84     | -4  |

### Andamento in campionato
| Giornata  | 1  | 2  | 3  | 4  | 5  | 6  | 7 | 8 | 9 | 10 | 11 | 12 | 13 | 14 | 15 | 16 | 17 | 18 | 19 | 20 | 21 | 22 | 23 | 24 | 25 | 26 | 27 | 28 | 29 | 30 | 31 | 32 | 33 | 34 | 35 | 36 | 37 | 38 |
| --------- | -- | -- | -- | -- | -- | -- | - | - | - | -- | -- | -- | -- | -- | -- | -- | -- | -- | -- | -- | -- | -- | -- | -- | -- | -- | -- | -- | -- | -- | -- | -- | -- | -- | -- | -- | -- | -- |
| Luogo     | T  | C  | T  | C  | C  | T  | C | T | C | T  | C  | T  | C  | T  | C  | T  | C  | T  | C  | C  | T  | C  | T  | T  | C  | T  | C  | T  | C  | T  | C  | T  | C  | T  | C  | T  | C  | T  |
| Risultato | P  | P  | P  | V  | V  | N  | V | V | N | P  | V  | P  | V  | P  | P  | P  | V  | V  | V  | P  | P  | P  | N  | N  | V  | P  | N  | P  | P  | P  | V  | P  | V  | P  | N  | N  | V  | P  |
| Posizione | 14 | 17 | 18 | 16 | 13 | 15 | 9 | 8 | 7 | 11 | 10 | 10 | 9  | 11 | 12 | 12 | 11 | 9  | 9  | 11 | 11 | 13 | 13 | 12 | 11 | 13 | 13 | 13 | 13 | 14 | 13 | 15 | 13 | 15 | 14 | 15 | 14 | 14 |

Legenda:

Luogo: C = Casa; T = Trasferta. Risultato: V = Vittoria; N = Pareggio; P = Sconfitta.

### Statistiche dei giocatori
| Giocatore        | 2. Bundesliga | 2. Bundesliga | 2. Bundesliga | 2. Bundesliga | Coppa di Germania | Coppa di Germania | Coppa di Germania | Coppa di Germania | Totale   | Totale | Totale      | Totale     |
| Giocatore        | Presenze      | Reti          | Ammonizioni   | Espulsioni    | Presenze          | Reti              | Ammonizioni       | Espulsioni        | Presenze | Reti   | Ammonizioni | Espulsioni |
| ---------------- | ------------- | ------------- | ------------- | ------------- | ----------------- | ----------------- | ----------------- | ----------------- | -------- | ------ | ----------- | ---------- |
| H. Arnswald      | 8             | 0             | 0             | 0             | 0                 | 0                 | 0                 | 0                 | 8        | 0      | 0           | 0          |
| G. Beichle       | 36            | 12            | 2             | 0             | 5                 | 6                 | 0                 | 0                 | 41       | 18     | 2           | 0          |
| P. Bernhardt     | 27            | 0             | 2             | 0             | 2                 | 0                 | 0                 | 0                 | 29       | 0      | 2           | 0          |
| H. Bütow         | 3             | 0             | 0             | 0             | 2                 | 0                 | 0                 | 0                 | 5        | 0      | 0           | 0          |
| U. Döring        | 1             | 0             | 0             | 0             | 0                 | 0                 | 0                 | 0                 | 1        | 0      | 0           | 0          |
| H. Erhart        | 29            | 14            | 1             | 1             | 3                 | 0                 | 0                 | 0                 | 32       | 14     | 1           | 1          |
| V. Faul          | 33            | 1             | 6             | 0             | 5                 | 0                 | 1                 | 0                 | 38       | 1      | 7           | 0          |
| G. Geiersbach    | 10            | 1             | 0             | 0             | 0                 | 0                 | 0                 | 0                 | 10       | 1      | 0           | 0          |
| G. Gentes        | 37            | 3             | 6             | 0             | 4                 | 1                 | 0                 | 0                 | 41       | 4      | 6           | 0          |
| P. Hornung       | 4             | 0             | 0             | 0             | 1                 | 0                 | 0                 | 0                 | 5        | 0      | 0           | 0          |
| R. Jung          | 32            | 0             | 1             | 0             | 5                 | 0                 | 0                 | 0                 | 37       | 0      | 1           | 0          |
| K. Jörg          | 4             | 0             | 0             | 0             | 0                 | 0                 | 0                 | 0                 | 4        | 0      | 0           | 0          |
| R. Keller        | 3             | 0             | 0             | 0             | 0                 | 0                 | 0                 | 0                 | 3        | 0      | 0           | 0          |
| H. Kohlenbrenner | 35            | 2             | 6             | 0             | 4                 | 0                 | 0                 | 0                 | 39       | 2      | 6           | 0          |
| G. Michl         | 29            | 2             | 2             | 0             | 4                 | 0                 | 0                 | 0                 | 33       | 2      | 2           | 0          |
| J. Müller        | 26            | 3             | 1             | 0             | 4                 | 1                 | 0                 | 0                 | 30       | 4      | 1           | 0          |
| T. Nielsen       | 38            | 3             | 6             | 0             | 5                 | 1                 | 1                 | 0                 | 43       | 4      | 7           | 0          |
| K. Pudelko       | 35            | 0             | 0             | 0             | 4                 | 0                 | 0                 | 0                 | 39       | 0      | 0           | 0          |
| G. Schlick       | 1             | 0             | 0             | 0             | 0                 | 0                 | 0                 | 0                 | 1        | 0      | 0           | 0          |
| A. Seiler        | 28            | 16            | 3             | 0             | 5                 | 1                 | 1                 | 0                 | 33       | 17     | 4           | 0          |
| W. Tretter       | 29            | 2             | 0             | 0             | 2                 | 0                 | 0                 | 0                 | 31       | 2      | 0           | 0          |
| D. Weinkauff     | 27            | 7             | 3             | 0             | 4                 | 4                 | 0                 | 0                 | 31       | 11     | 3           | 0          |